# Henry Knox
Henry Knox (25 de julho de 1750 - 25 de outubro de 1806)  foi um oficial militar do Exército Continental e mais tarde do exército dos Estados Unidos, que também serviu como o primeiro secretário da guerra dos Estados Unidos de 1789 a 1794.

## Vida
Nascido e criado em Boston, Massachusetts, onde possuía e geria uma livraria, cultivava interesse na história militar, o que o levou a juntar-se a uma empresa local de artilharia. Quando a Guerra Revolucionária Americana rebentou em 1775, ele fez amizade com o General George Washington, e rapidamente se tornou o principal oficial de artilharia do Exército Continental. Neste papel, ele acompanhou Washington na maioria de suas campanhas e teve algum envolvimento em muitas ações importantes da guerra. 

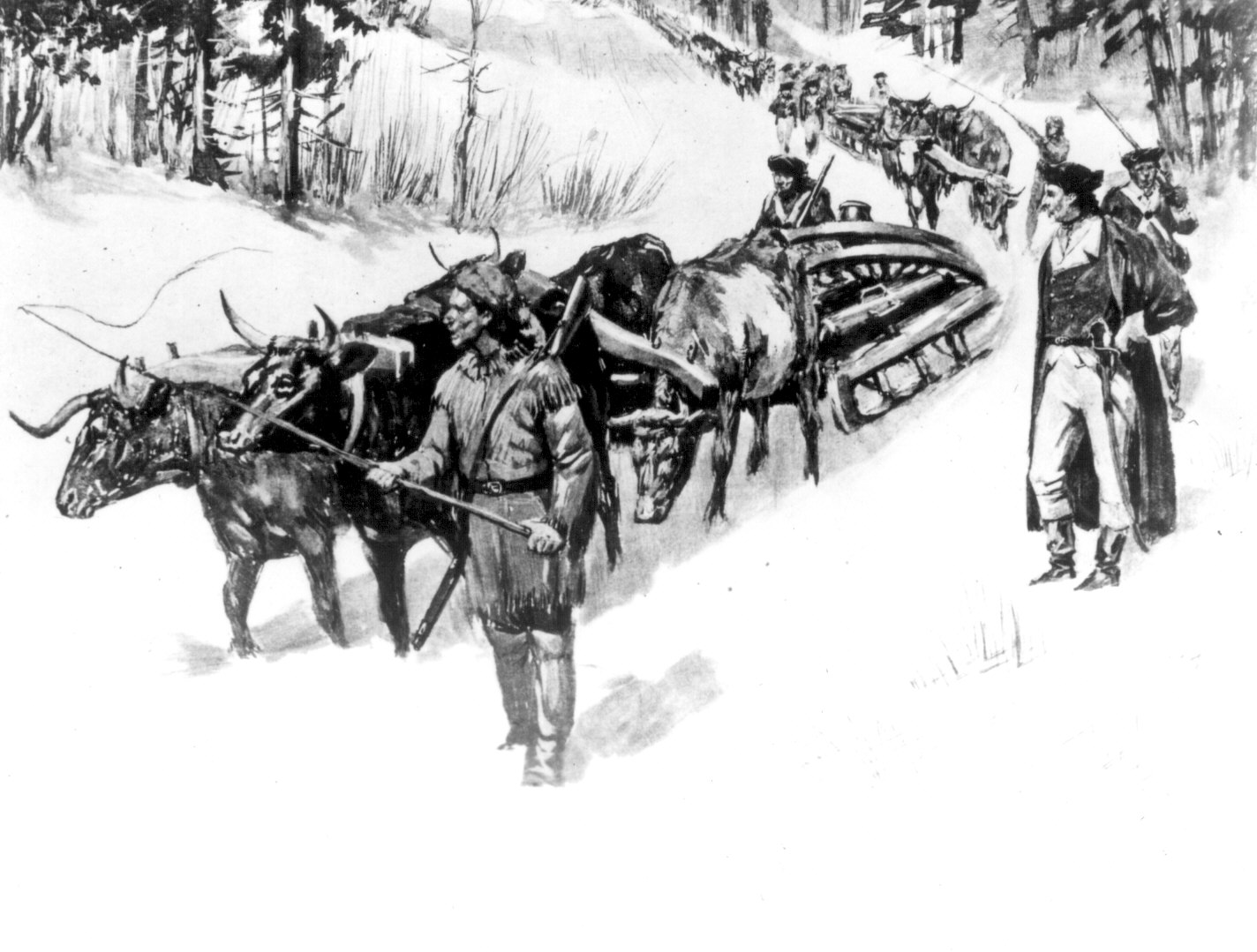
Expedição Knox

Uma das mais importantes foi a que ficou conhecida como a Expedição de Knox, onde ao longo de três meses de inverno movimentou 60 toneladas de canhões e outros armamentos por barco, a cavalo e por trenós puxados por bois, e mão-de-obra por estradas de baixa qualidade, através de dois rios semicongelados e pelas florestas e pântanos da região pouco habitada de Berkshires, para os campos do Exército Continental em Boston.
Ele também estabeleceu centros de treinamento para artilheiros e instalações de fabricação de armas que eram activos valiosos para a nação incipiente.
Após a adoção da Constituição dos Estados Unidos, ele tornou-se secretário da guerra do Presidente Washington. Neste papel, ele supervisionou o desenvolvimento de fortificações costeiras, trabalhou para melhorar a preparação das milícias locais e supervisionou a atividade militar da nação na Guerra Indígena do Noroeste. Ele foi formalmente responsável pelo relacionamento da nação com a população indiana nos territórios reivindicados, articulando uma política que estabeleceu a supremacia do governo federal sobre os estados em relação às nações indianas e pediu o tratamento das nações indianas como soberanas. As visões idealistas de Knox sobre o assunto foram frustradas por assentamentos ilegais em curso e transferências fraudulentas de terras envolvendo terras indianas.
Ele retirou-se para o que agora é Thomaston, Maine, em 1795, onde supervisionou a ascensão de um império comercial construído com dinheiro emprestado. Ele morreu falido em 1806 com uma infecção que ele contraiu depois de engolir um osso de frango.